# William Broughton Carr

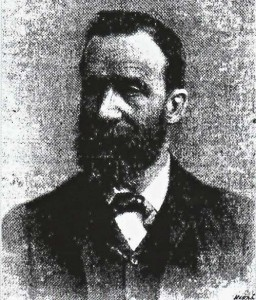
William Broughton Carr

William Broughton Carr (* 1837 in Yorkshire; † 1909 in London) war ein britischer Autor und Imker.

## Leben
Der Sohn kleiner Geschäftsleute erlernte des Beruf des Kupferstechers und war als Geschäftsmann im Druckereigeschäft in Liverpool erfolgreich. Er lebte später in Higher Bebington on the Wirral und wurde  Hobbyimker. So wurde er auf Einladung Thomas William Cowans Herausgeber des Bee Journal and Record. Er entwickelte auch eine in der britischen Imkerei über lange Zeit verbreitete doppelwandige Beute, die sogenannte „WBC-hive“.